# Henri Ulrich
Pour les articles homonymes, voir Ulrich.
Henri Ulrich, né le 7 décembre 1912 à Mulhouse (Haut-Rhin) et mort le 17 décembre 1978 à Riedisheim (Haut-Rhin), est un homme politique français.

## Détail des fonctions et des mandats
Mandats locaux
- 1953 - 1959 : Conseiller municipal de Riedisheim
- 1959 - 1965 : Conseiller municipal de Riedisheim
- 1958 - 1964 : Conseiller général du canton de Habsheim
- 1964 - 1970 : Conseiller général du canton de Habsheim
- 1970 - 1976 : Conseiller général du canton de Habsheim
- 1976 - 1978 : Conseiller général du canton de Habsheim

Mandats parlementaires
- 2 janvier 1956 - 8 décembre 1958 : Député du Haut-Rhin
- 22 février 1959 - 9 octobre 1962 : Député de la 5e circonscription du Haut-Rhin